# Gaston Bachelard

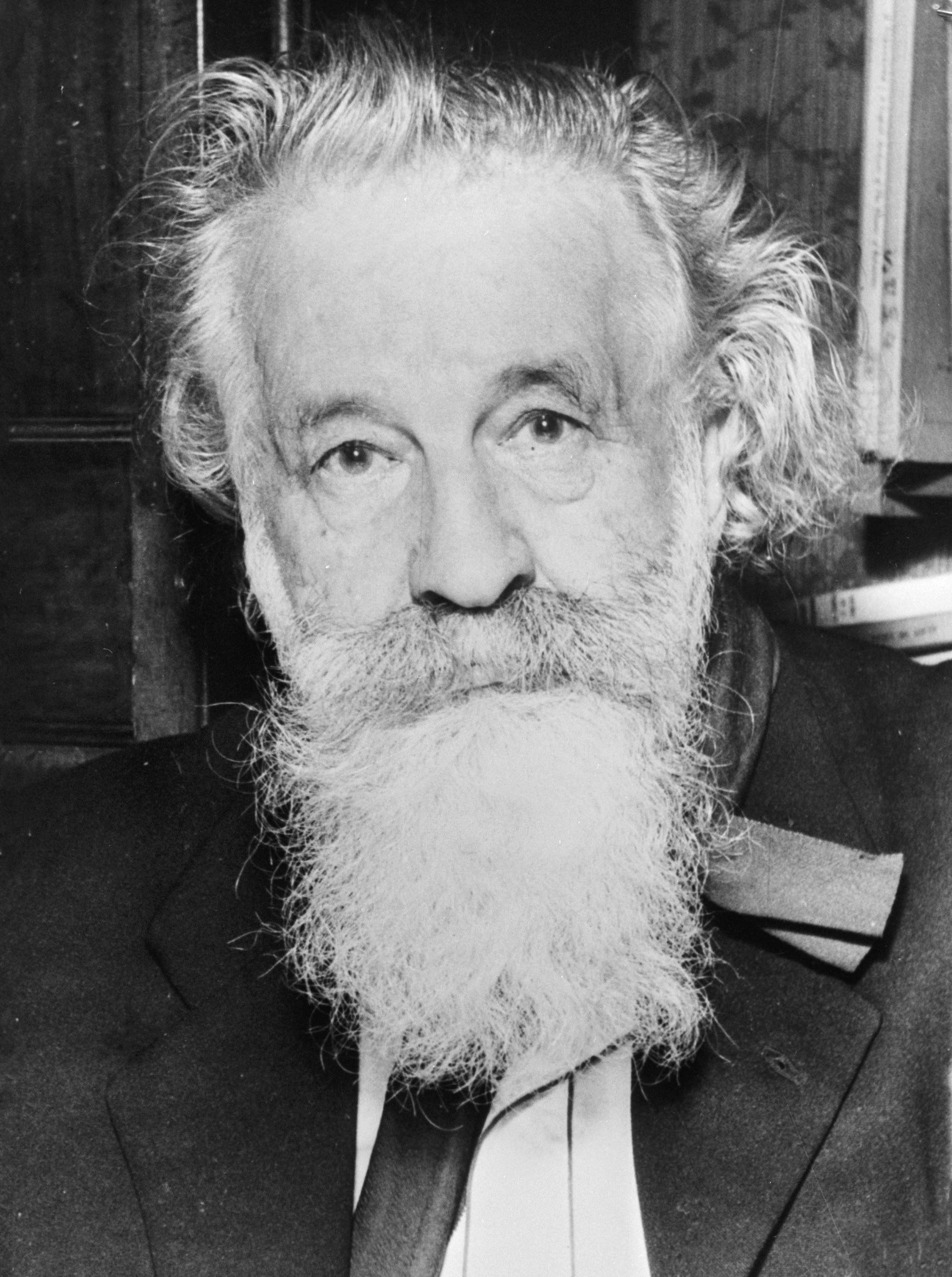
Gaston Bachelard

Gaston Bachelard (ur. 27 czerwca 1884, zm. 16 października 1962) – francuski filozof nauki i poezji, który mimo niskiego pochodzenia i samouctwa osiągnął największe zaszczyty w Akademii Francuskiej. Miał wpływ na wielu późniejszych filozofów francuskich takich jak Michel Foucault, Louis Althusser, Dominique Lecourt i Jacques Derrida.

## Życie i działalność
Jako listonosz w Bar-sur-Aube głęboko zainteresował się najpierw fizyką, a następnie filozofią. W latach 1930–40 był profesorem w Dijon. W latach 1940–1945 jako pierwszy zajmował katedrę filozofii i historii nauki na Sorbonie.
Studia Bachelarda nad filozofią nauki w takich pracach jak Le nouvel esprit scientifique czy La formation de l’esprit scientifique stanowiły jego własną wizję epistemologii historycznej jako rodzaju psychoanalizy umysłu naukowego. Argumentował przeciw neopozytywizmowi i pewnym wpływowym formom neokantyzmu, że nauka nigdy nie posługuje się epistemologią: Immanuel Kant i Auguste Comte przenieśli pewne konsekwencje fizyki Newtona do filozofii, ale teraz fizyka Newtona została zastąpiona przez teorię względności – tak nauka nie jest po prostu powiększającym się zbiorem prawd, ale raczej twórczym dialogiem między badaczem a eksperymentem, czymś raczej dedukcyjnym niż indukcyjnym (zob. metoda hipotetyczno-dedukcyjna). Bachelard był racjonalistą w sensie kartezjańskim. Thomas Kuhn używa bachelardowskiego pojęcia pęknięcia epistemologicznego tak jak je zreintepretował Alexandre Koyré do skonstruowania swojego pojęcia paradygmatu naukowego.
W świecie analitycznej filozofii nauki psychologistyczna koncepcja historii nauki przedstawiona przez Bachelarda nie jest dobrze przyjmowana. Odbiera się ją często jako raczej mieszaninę rozważań o takich tematach jak poezja, sny, psychoanaliza, wyobraźnia niż jako zwyczajną epistemologię. Jest to zrozumiałe na tle tradycji brytyjskiego empiryzmu, dziwi jednak na tle popularności falsyfikacjonizmu Karla Poppera i w analitycznej filozofii nauki – z którym koncepcja Bachelarda jest zbieżna. Być może dlatego, że Bachelard przedstawia wizję badacza romantycznego i natchnionego, inaczej niż Popper.

## Dzieła
- 1932: L’intuition de l’instant
- 1934: Le nouvel esprit scientifique
- 1938: La formation de l’esprit scientifique
- 1938: La psychanalyse du feu
- 1940: La philosophie du non
- 1942: L’eau et les rêves
- 1943: L’air et les songes
- 1946: La terre et les rêveries du repos
- 1948: La terre et les rêveries de la volonté
- 1958: La poétique de l’espace English translation
- 1960: La poétique de la rêverie
- 1961: La flamme d’une chandelle

## Tłumaczenia na język polski
- Wyobraźnia poetycka. Wybór pism, wyboru dokonał Henryk Chudak, tł. H. Chudak, Anna Tatarkiewicz; przedmowa Jan Błoński, Warszawa 1975, Państwowy Instytut Wydawniczy, seria Biblioteka Krytyki Współczesnej
- Kształtowanie się umysłu naukowego. Przyczynek do psychoanalizy wiedzy obiektywnej, Gdańsk 2002, Wydawnictwo słowo/obraz terytoria, ISBN 83-88560-29-8 (La Formation de l’esprit scientifique 1938)
- Filozofia, która mówi nie, Gdańsk 2000, Wydawnictwo słowo/obraz terytoria, ISBN 83-87316-27-X (La philosophie du non, 1940)
- Poetyka marzenia, Gdańsk 1998, Wydawnictwo słowo/obraz terytoria, ISBN 83-87316-80-6 (La poétique de la reverie, 1960)
- Płomień świecy, Gdańsk 1998, Wydawnictwo słowo/obraz terytoria, ISBN 83-87316-45-8 (La flamme d’une chandelle, 1961)

## Opracowania
- Cristina Chimisso, Gaston Bachelard: Critic of Science and the Imagination, Routledge 2001
- Ilona Błocian, Kamila Morawska, Marta Ples-Bęben, Gaston Bachelard i filozofie obrazu. Psychologiczne i społeczno-polityczne aspekty obrazowości, Wrocław 2018, Wydawnictwo Uniwersytetu Wrocławskiego, ISBN 978-83-229-3630-6.
- Gaston Bachelard. Konteksty i interpretacje. Pod redakcją Marty Ples-Bęben. Katowice 2020, Wydawnictwo Uniwersytetu Śląskiego. ISBN 978-83-226-3894-1.